# موتشرادی
موتشرادی (به چکی: Močerady) یک منطقهٔ مسکونی در جمهوری چک است که در ناحیه دوماژلیتسه واقع شده‌است. موتشرادی ۶٫۶۷ کیلومتر مربع مساحت و ۷۳ نفر جمعیت دارد و ۴۲۸ متر بالاتر از سطح دریا واقع شده‌است.